# 853

## Esdeveniments
- Suposat pontificat de la Papessa Joana, una llegenda medieval[1]
- Saqueig de Damiata per la marina romana d'Orient.

## Necrològiques
- Haimó d'Halberstadt
- Fàndila de Peña Melaria